# 赛伊达省
赛伊达省是阿尔及利亚西北部的一个省，首府赛伊达。該省的名稱也是來自於赛伊达。該省成立於1974年，下轄6个区和16个市鎮。